# David Vlietstra
David Vlietstra (Franeker, 27 juni 1978) is een Nederlandse kinderboekenschrijver.

## Levensloop
Vlietstra groeide op in Franeker en verhuisde op zijn achttiende naar Groningen om daar sociale psychologie aan de Rijksuniversiteit Groningen te studeren. Aansluitend deed hij de pedagogische academie. Vlietstra werkt als leerkracht op een basisschool in Paterswolde.
In 2010 schreef hij De brandweerman & de parkeermeter, een informatief boek over sociale psychologie, bedoeld voor tieners.
Sinds 2015 schrijft hij boeken voor jongere kinderen, die worden uitgegeven door Clavis. Hij debuteerde met twee boeken tegelijk: Meester Bakkebaard en Willy Boem. Met deze laatste titel was hij in 2016 finalist van de Hotze de Roosprijs. De lijst van Violet Sopjes (2024), dat verscheen bij Gottmer, werd genomineerd voor de Woutertje Pieterse Prijs en won een Zilveren Griffel.
Illustratoren die aan zijn boeken meewerkten zijn onder andere Juliette de Wit, Yoko Heiligers, Chris Vosters en Renske de Kinkelder.
Vlietstra’s boeken zijn vertaald in onder andere het Arabisch, Chinees, Deens, Duits, Engels, Koreaans en Perzisch.